# 622
Évszázadok: 6. század – 7. század – 8. század
Évtizedek: 570-es évek – 580-as évek – 590-es évek – 600-as évek – 610-es évek – 620-as évek – 630-as évek – 640-es évek – 650-es évek – 660-as évek – 670-es évek
Évek: 617 – 618 – 619 – 620 –  621 – 622 – 623 – 624 – 625 – 626 – 627

## Események

### Bizánci Birodalom
- Hérakleiosz császárnak sikerül egy kellően erős hadsereget összeszednie, amivel megkezdheti ellentámadását a keleti provinciákat megszállva tartó perzsákkal szemben. A hadjáratot maga vezeti és szent háborúként hirdeti meg a zoroasztriánus perzsák ellen, a csapatok előtt ikonokat hordoznak. A császár maga helyett kilencéves fiát, Hérakleiosz Kónsztantinoszt hagyja a fővárosban, I. Szergiosz pátriárka és Bónosz patrikiosz felügyelete alatt. Húsvétot követően áthajózik Bithüniába, ahol egy ideig gyakorlatoztatja a katonáit, majd Kappadókiába indul, hogy elvágja a kis-ázsiai perzsa csapatok utánpótlását. A Sarbaraz vezette perzsák visszavonulnak és ősszel Kappadókiában katasztrofális vereséget szenvednek a bizánciaktól. Hérakleiosz ezután Kelet-Anatóliában telelteti a seregét, ő pedig az avarok mozgolódása miatt visszasiet Konstantinápolyba.
- A bizánciakkal szövetséges nyugati türkök Tong Jabgu kagán vezetésével északról betörnek Perzsiába.

### Arábia
- Mivel a Kurajs törzs többistenhívő tagjai továbbra is ellenségesek vele szemben, Mohamed próféta úgy dönt, hogy híveivel együtt Jatribba (később Medina) költözik. A nyílt konfliktus elkerülésére a híveket családjaikkal együtt titokban, két hónap alatt költöztetik ki. Végül a hátramaradó Mohamed is távozik, bár az őt figyelő pogány arabok megpróbálják meggyilkolni, majd amikor ez nem sikerül, elfogni. Ez az esemény, a hidzsra az iszlám időszámításának kezdete.
- Mohamed útközben megáll Kuba településen és felépíti az első mecsetet. Medinába érve annak muszlim, keresztény, zsidó és pogány lakosaival megköti a medinai egyezményt, amely biztosítja valamennyi közösség békés egymás mellett élését.
- Mohamed megalapítja a medinai Próféta-mecsetet.

### Kína
- Tavasszal Tang Kao-cu fia, Li Si-min legyőzi Liu Hej-tö parasztvezért, aki a keleti türkökhöz menekül és segítséget kapva visszatér. A császár elsőszülött fia és trónörököse, Li Csien-cseng, attól tartva hogy öccse hadi sikerei alapján elbitorolja tőle pozícióját, maga vezeti a sereget a parasztfelkelők ellen és az év legvégén szétveri őket, Liu Hej-töt pedig kivégezteti. Kína - néhány kisebb helyi felkeléstől eltekintve - a Tang-dinasztia uralma alá kerül.

## Születések
- Muktár al-Takafi, az Omajjádok elleni felkelés vezére
- Szent Bávó, frank nemes és szerzetes
- Miziziosz, bizánci trónkövetelő
- Ukba ibn Náfi, arab hadvezér

## Halálozások
- április 8. – Sótoku, japán régensherceg

## Fordítás
- Ez a szócikk részben vagy egészben  a(z)   622 című angol Wikipédia-szócikk ezen változatának fordításán alapul.  Az eredeti cikk szerkesztőit annak laptörténete sorolja fel. Ez a jelzés csupán a megfogalmazás eredetét és a szerzői jogokat jelzi, nem szolgál a cikkben szereplő információk forrásmegjelöléseként.